# Nabila (film)
Nabila är en finländsk-svensk dokumentärfilm från 2003 i regi av Håkan Berthas och Johan Bjerkner.
Filmen skildrar den svenska hiphopartisten Nabila Abdul Fattah och premiärvisades den 7 november 2003 i Göteborg, Stockholm och Malmö. 2004 visades den av Sveriges Television och var då nedklippt till 60 minuter (från 72 minuter).
Nabila fick motta ungdomsjuryns pris vid en filmfestival i Amsterdam 2004.